# Air Vietnam
Attiva dal 1946 al 1975, Air Viet Nam (Air VN)  (in vietnamita: Hãng Việt Nam hàng không) è stata la prima compagnia aerea commerciale del Vietnam del Sud, con sede nel Distretto 1 di Saigon. Fondata sotto Sua Maestà l'imperatore Bảo Đại, la compagnia aerea trasportò oltre due milioni di passeggeri, anche durante la Guerra del Vietnam, prima del suo crollo a causa della Caduta di Saigon.

## Storia
La flotta iniziale di Air Viet Nam era composta da cinque Cessna 170, Douglas DC-3 e Douglas DC-4, grazie ai quali la compagnia aerea volava principalmente tra città e paesi in tutto il Vietnam. Nel 1975 Air Viet Nam utilizzava una flotta di velivoli Boeing, alcuni noleggiati dalla Pan Am e dalla China Airlines, composta da un certo numero di Boeing 707 e Boeing 727 su rotte sia regionali che internazionali.

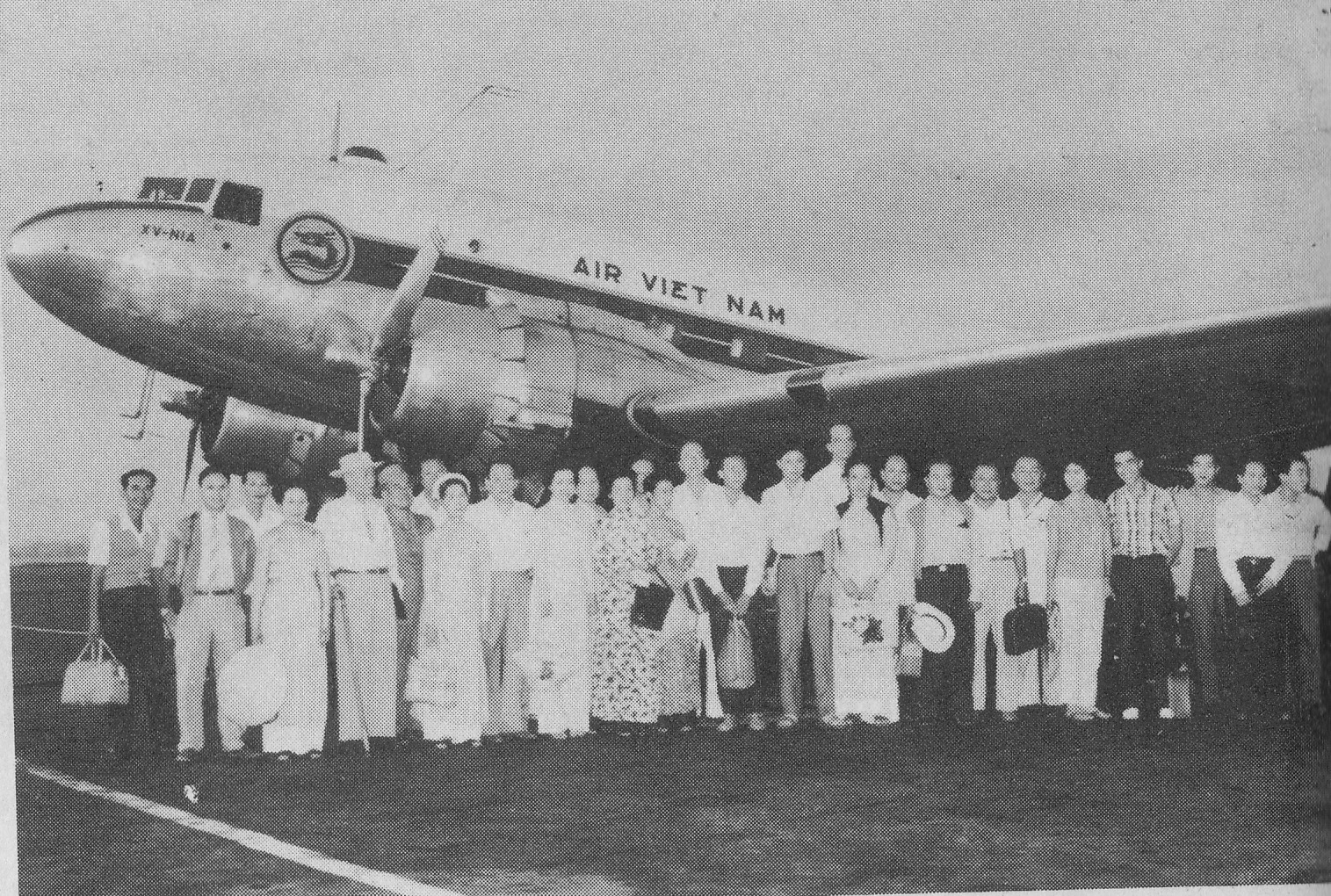
Un DC-3 di Air Vietnam nel 1961.

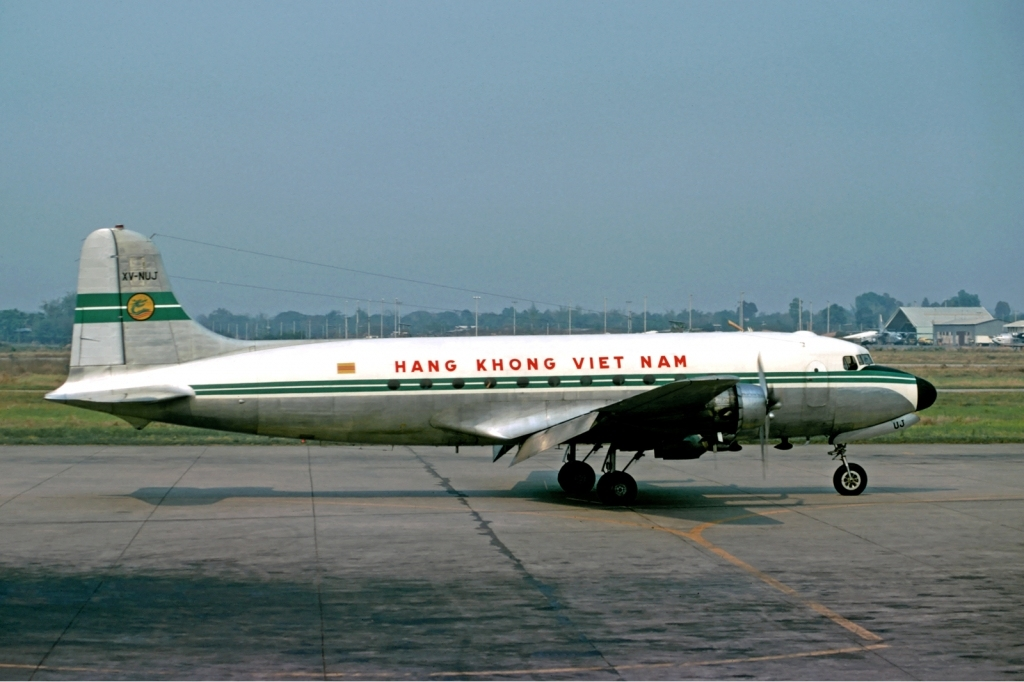
Un Douglas C-54 di Air Viet Nam.

Con l'aumento del traffico passeggeri con l'inizio della Guerra del Vietnam, Air Viet Nam aggiunse nuovi aerei, inizialmente Vickers Viscount, DC-3 e DC-4. Alla fine ottenne velivoli più moderni, inclusi i 727, alcuni dei quali ottenuti da Air France e Pan Am. Almeno un C-46 era stato affittato da China Airlines e pilotato da un equipaggio taiwanese. Quell'aereo aveva una combinazione di colori diversa dal resto della flotta di Air Viet Nam.
In un'insolita joint venture, Air Viet Nam venne affiancata da Continental Air Services (CASI), una compagnia aerea sussidiaria di Continental Airlines costituita per fornire operazioni e supporto per il trasporto aereo nel sud-est asiatico a metà degli anni '60. In base a questo accordo, CASI avrebbe condiviso i passeggeri e le rotte merci con Air Viet Nam su alcune rotte nazionali e internazionali, così come hangar e rotte di volo. La CASI si occupò anche di una parte della manutenzione degli aeromobili. La revisione dei motori veniva eseguita a Hong Kong da China Airlines, e in parte a Taiwan da Air Asia (una sussidiaria di Air America). CASI pagato una parte delle sue entrate ad Air Viet Nam per le rotte e i privilegi. Molti aerei CASI operanti da Saigon erano dipinti con il drago/bandiera rotonda di Air Viet Nam.
Nel 1972, Air Vietnam aveva in flotta un B747-200 preso in leasing da Air France e un altro B747-100 dalla Pan Am, entrambi restituiti ai rispettivi proprietari entro poche settimane dalla caduta di Saigon.

## Caduta di Saigon

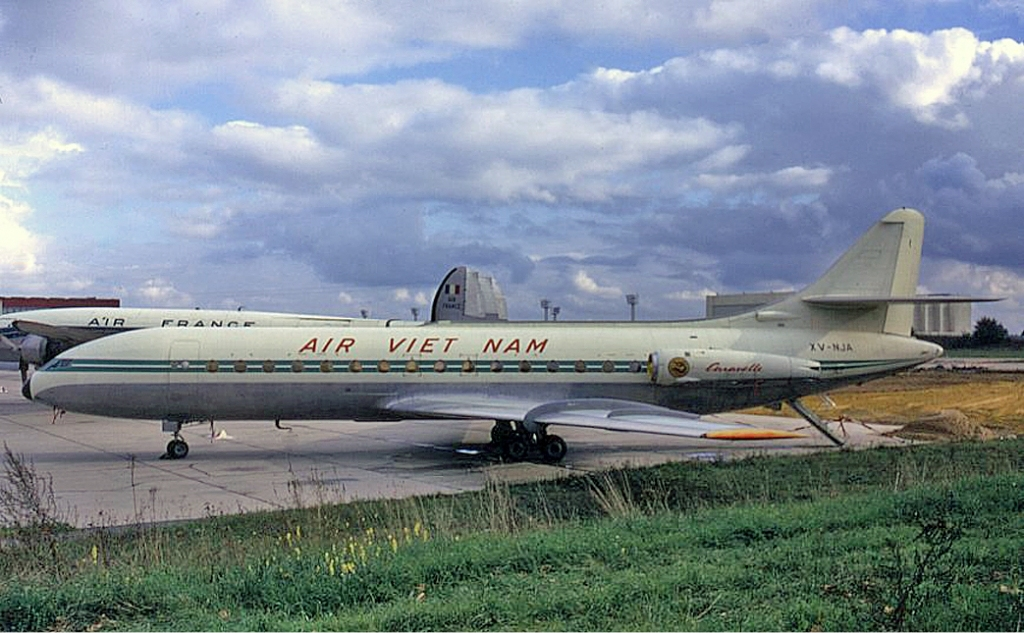
Un Sud Aviation SE-210 Caravelle III di Air Vietnam a Parigi-Orly nel '62.

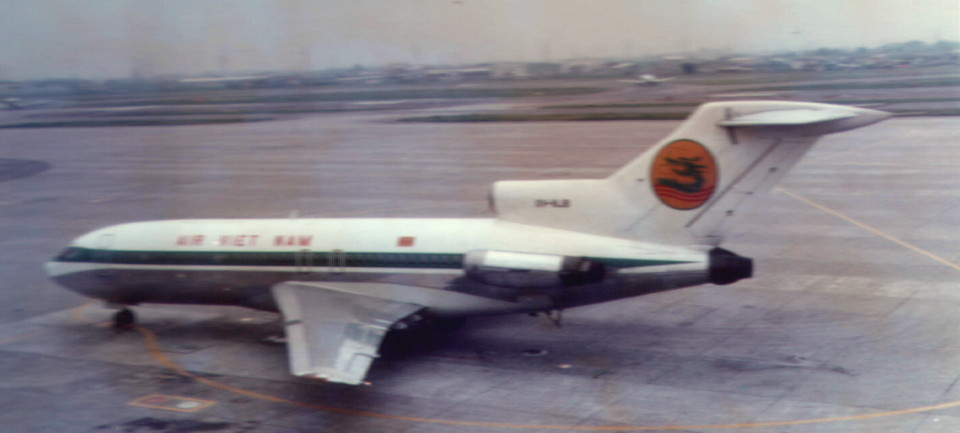
XV-NJB, un Boeing 727 dell'Air Vietnam all'aeroporto di Osaka nel 1971. Notare la livrea diversa da quella del resto della flotta.

Durante la caduta di Saigon e l'imminente invasione del Vietnam del Nord nel Vietnam del Sud, Air Viet Nam decise di assistere e aiutare tutti i cittadini sudvietnamiti a fuggire nei paesi vicini. Molti dei loro piloti e dell'equipaggio lavorarono per lunghe ore trasportando civili in Thailandia, a Taiwan, nelle Filippine e altri paesi del sud-est asiatico per sfuggire all'esercito invasore nordvietnamita. Un Boeing 707 volò fino a Taipei per prendere a bordo l'ex presidente Nguyễn Văn Thiệu e sua moglie, mentre i suoi più stretti collaboratori erano stati mandati in esilio su un trasporto C-118 della CIA. A Thieu fu estesa la cortesia una volta in esilio sul jet Boeing mentre andava da Taiwan prima, poi dal Regno Unito, prima di volare finalmente negli Stati Uniti d'America dove l'aereo venne restituito alla Pan Am, dalla quale era stato noleggiato.
Un Boeing 727 di Air Vietnam fu restituito al Vietnam da Hong Kong all'inizio di giugno 1975, dal pilota capo Huynh Minh Boong, che aveva sposato la sorella del generale Pham Hung. Il comandante Boong, con oltre 10.000 ore di volo, era un pilota sui voli oltreoceano della Vietnam Airlines grazie alle sue credenziali IATA, poi all'inizio del 1980 viene nominato capo dell'addestramento della Vietnam Airlines. Oggi è in pensione e vive a Ho Chi Minh.
Gli unici aerei a reazione commerciali trasferiti da Air Vietnam a Vietnam Airlines sono un Boeing 707 e un Boeing 727-100.

## Accordi commerciali
Secondo l'orario pubblicato nel 1969, Air Vietnam aveva accordi di code-share con le seguenti compagnie aeree:
- Qantas
- Air France
- Union de Transports Aériens
- Air India
- Japan Air Lines
- Cathay Pacific
- KLM
- China Air Lines
- Pan American World Airways
- Northwest Orient Airlines
- British Overseas Airways Corporation

## Equipaggi
Gli equipaggi di volo dell'Air Viet Nam erano composti da civili con un misto di ex piloti militari (per lo più ex appartenenti all'Aeronautica della Repubblica del Vietnam), insieme ad alcuni americani. Tuttavia, un pilota americano della CASI ha riferito che l'equipaggio taiwanese del C-46 in leasing ha sempre parcheggiato il suo aereo separatamente all'aeroporto internazionale Tân Sơn Nhất di Saigon e che si teneva a distanza dagli equipaggi soliti di Air Viet Nam e CASI.

### Uniformi
I piloti dell'Air Viet Nam indossavano una caratteristica ala color oro/bronzo con uno scudo centrale contenente la versione smaltata e colorata del drago/bandiera. Si può presumere che esistessero alcuni gradi anziani tra i piloti e gli altri membri dell'equipaggio, sebbene non sia chiaro come venivano indicati.
Le hostess, o assistenti di volo, indossavano un'ala di metallo dorata o color bronzo con il drago/bandiera in rilievo. Le uniformi consistevano nel tradizionale Áo dài con una varietà di colori.

## Livree
Gli aerei dell'Air Vietnam generalmente avevano una striscia verde singola o doppia dipinta lungo la fusoliera principale. La fusoliera superiore era generalmente bianca con la parte inferiore in metallo naturale (argento). Il tondo colorato drago/bandiera è apparso in varie dimensioni, il più delle volte sul timone di coda. A volte il tondo appariva da solo e occasionalmente con una doppia striscia verde. La dicitura "Air Viet Nam" appariva in caratteri rosso/arancione sopra i finestrini di tutti gli aerei di grandi dimensioni ad eccezione dei 727, contrassegnati con "Hang Không Viet Nam". Eccezioni a questi schemi includevano i primi velivoli Viscount, tutti bianchi con una striscia verde e con il tondo che appariva sulla fusoliera anteriore. L'aereo cinese C-46 aveva una striscia blu e rossa sul lato del muso con il tondo pitturato sul timone.

## Marketing
Gli annunci pubblicitari utilizzati dalla metà degli anni '60 includevano atleti olimpionici sudvietnamiti, come Thach Thi Ngoc, e l'esuberante ufficiale militare Nguyễn Cao K, la cui moglie Madame Nguyễn Cao Kỳ lavorava come hostess prima che si sposassero. Queste celebrità hanno promosso l'operazione della compagnia aerea con i Viscount sulla "Rotta del Drago Verde", alternando voli da Saigon a Siem Reap in Cambogia, Bangkok in Thailandia e Hong Kong. Gli orari indicavano rotte nazionali che coprivano destinazioni fino a Huế a nord, a sud fino a Cà Mau e includendo quasi tutte le principali città intermedie.

## Incidenti
- 16 agosto 1954 - Il Bristol Freighter 21E F-VNAI si schiantò nel fiume Mekong durante l'avvicinamento a Pakse per un atterraggio di emergenza a causa di problemi al motore, uccidendo 47 dei 55 occupanti a bordo. L'aereo stava operando un volo da Hanoi all'Aeroporto internazionale di Tan Son Nhat.
- 10 novembre 1962 - Il Douglas C-47B XV-NID si schiantò contro una montagna 19,6 km (12,2 miglia) a nord-ovest dell'aeroporto di Da Nang a causa di un errore di navigazione causato dal maltempo, uccidendo tutti i 27 occupanti a bordo. L'aereo stava operando su una rotta di volo dall'aeroporto di Phu Bai a Da Nang.
- 1962 - Secondo quanto riferito, il Douglas C-54B XV-NUA è stato dichiarato distrutto in un luogo sconosciuto.
- 16 settembre 1965 - Il Douglas C-47A XV-NIC venne abbattuto dal fuoco comunista poco dopo il decollo schiantandosi a 11 km (6,8 miglia) a nord-est di Quảng Ngãi, uccidendo tutti i 39 a bordo; un passeggero sopravvisse, ma morì poche ore dopo.
- 2 aprile 1969 - Il Douglas DC-6B XV-NUC andò distrutto a terra all'Hue-Citadel Airfield durante un attacco comunista.
- 1 maggio 1969 - Il Douglas C-54B F-BELL bruciò a terra mentre era parcheggiato all'aeroporto di Saigon.
- 20 settembre 1969 - Il Douglas C-54D XV-NUG si scontrò con un McDonnell Douglas F-4 Phantom II 67-0393 dell'aeronautica statunitense e si schiantò in un campo vicino a Da Nang, uccidendo 74 dei 75 a bordo e due persone che lavoravano sul campo; il Phantom fu in grado di atterrare in sicurezza. Il C-54 operava su una rotta di volo da Saigon all'aeroporto di Pleiku all'aeroporto di Da Nang. Quando il pilota del Phantom fu autorizzato ad atterrare sulla pista 17R dall'ATC, il pilota del C-54, autorizzato ad atterrare sulla pista 17L, pensò che il messaggio fosse indirizzato al suo aereo e virò a destra per l'avvicinamento alla pista 17R. Ciò portò il C-54 sulla traiettoria del Phantom e i due velivoli si scontrarono.
- 22 dicembre 1969 - Il Douglas DC-6B B-2005 subì un'esplosione e un guasto idraulico durante la discesa verso l'aeroporto di Nha Trang. Dopo il passaggio ad una quota più bassa per controllare il carrello di atterraggio, i piloti effettuarono un avvicinamento senza flap e col muso sollevato. L'aereo atterrò, ma tornò subito in volo dopo l'applicazione della spinta inversa. Le manette vennero disinserite e l'aereo atterrò nuovamente, ma oltrepassò la pista, colpì un pilone di cemento e prese fuoco, uccidendo 10 dei 77 a bordo e 24 a terra. Le indagini conclusero che era stata piazzata una bomba nel gabinetto anteriore sinistro, esplosa durante l'avvicinamento.
- 22 luglio 1970 - Un soldato semplice dell'esercito americano, George M. Hardin, dirottò un DC-4 in rotta da Pleiku a Saigon. Hardin permise ai 65 passeggeri a bordo di sbarcare dall'aereo prima di spostarsi nella cabina di pilotaggio e minacciare il pilota con un piccolo coltello. Fu detenuto a Saigon dopo aver tentato di costringere il pilota, Floyd R. Derieux, a portarlo a Hong Kong, ma il pilota gli disse che il DC-4 non aveva abbastanza autonomia per compiere il viaggio. Non ci sono state vittime.
- 30 settembre 1970 - Il DC-3 DST-318A B-305 si schiantò contro una collina sulle montagne Hai Van a 970 m (3.180 piedi) vicino a Da Nang durante il tentativo di deviare verso l'aeroporto di Da Nang a causa delle condizioni meteorologiche nella destinazione prevista dell'Aeroporto Internazionale di Phu Bai, Huế. Tre delle 38 persone a bordo persero la vita.
- 1 novembre 1970 - Il Curtiss C-46 B-1543 atterrò bruscamente su una spiaggia a Quy Nhơn a causa di problemi al sistema di alimentazione. L'aereo affondò nella sabbia e si allagò con l'alta marea. Il velivolo stava operando su un volo da Saigon a Quang Ngai.
- 22 agosto 1971 - Il Douglas DC-3A-375 B-304 è stato cancellato all'aeroporto di Kampot.
- 24 settembre 1972 - Il Douglas C-54D XV-NUH si schiantò in una zona paludosa a 23 miglia da Saigon, uccidendo 10 persone su 13 a bordo. L'aereo stava operando un volo dall'aeroporto di Vientiane all'aeroporto internazionale di Tan Son Nhat.
- 19 marzo 1973 - Il Douglas C-54 D XV-NUI si schianta a 4,1 miglia a sud dell'aeroporto Buon Ma Thuot dopo un'esplosione nella stiva vicino al longherone alare, uccidendo tutti i 58 a bordo. L'aereo stava operando un volo dall'aeroporto internazionale di Tan Son Nhat all'aeroporto di Buon Ma Thuot.
- 5 settembre 1973 - Il Boeing 727-121C XV-NJC subì un'esplosione nella cambusa a 15.000 piedi (4.600 m) 15 minuti dopo il decollo da Bangkok, ferendo due passeggeri e una hostess; l'aereo fu in grado di tornare e atterrare in sicurezza a Bangkok. Sebbene inizialmente si sia pensato che fosse esplosa una bomba, un'indagine della Royal Thai Air Force concluse che l'esplosione era stata causata da un forno difettoso. Questo stesso aereo era quello che sarebbe stato distrutto in seguito al dirottamento e allo schianto del volo 706 nel 1974.
- 17 novembre 1973 - Il Douglas C-47B XV-NIE colpì una montagna a 400 m (1.300 piedi) 20 chilometri (12 miglia) a nord-ovest di Quảng Ngãi uccidendo tutti i 27 occupanti. L'equipaggio si era perso ed era volato troppo basso in una zona montuosa mentre tentava di raggiungere Chu Lai, vicino al luogo dell'incidente. L'aereo stava operando un volo passeggeri di linea nazionale dall'aeroporto internazionale di Tan Son Nhat all'aeroporto di Quảng Ngãi.
- 20 febbraio 1974 - Il Douglas C-54 A XV-NUM venne dirottato in rotta da Quy Nhơn a Da Nang. Il dirottatore era un diciannovenne sudvietnamita che chiedeva di andare a Dong Hoi, nel Vietnam del Nord. Quando l'aereo atterrò a Huế, il dirottatore si rese conto di essere stato ingannato e fece esplodere una granata, uccidendo sé stesso e due agenti di polizia. L'esplosione aprì pure un foro di 2x3 m nel lato sinistro della fusoliera e ruppe tre finestrini laterali di dritta. L'aereo è stato radiato.
- 15 settembre 1974, Volo Air Vietnam 706 - Le Duc Tan, un ranger dell'esercito sudvietnamita che era stato recentemente retrocesso da capitano a tenente per il furto di due auto a Da Nang, si è fatto strada oltre i controlli di sicurezza per poi dirottare il 727 in rotta da Da Nang a Saigon, chiedendo di andare ad Hanoi. Fece esplodere due bombe a mano e l'aereo si schiantò a Phan Rang quando superò la pista durante un tentativo di atterraggio. Tutte le 75 persone a bordo, tra cui 67 passeggeri e otto membri dell'equipaggio, morirono.
- 12 marzo 1975 - Il C-54 D XV-NUJ si schiantò a 16 miglia da Pleiku, uccidendo tutti i 26 occupanti a bordo; il relitto non è stato esaminato a causa delle condizioni ostili della zona. L'aereo, che operava un volo da Vientiane a Saigon, fu probabilmente abbattuto da un missile.